# Gran peregrinaje alemán de 1064-1065
El gran peregrinaje alemán de 1064-1065 fue una peregrinación masiva a Jerusalén organizada por algunos obispos alemanes unos veinticinco años antes de la Primera Cruzada. Fue el arzobispo de Mainz, Siegfried I, quien tomó la iniciativa, acompañado por Guillermo I de Utrecht, obispo de Utrecht, Otto de Riedenburg, obispo de Ratisbona y Gunther, obispo de Bamberg.
En la expedición participaron entre 7000 y 12 000 peregrinos, de los que solamente regresarían unos 2000, según el cronista irlandés Marianus Scotus.

## Curso del evento
Los peregrinos atravesaron el reino de Hungría, Bulgaria (entonces sometida al Imperio bizantino), los territorios de los pechenegos y, finalmente, llegaron a Constantinopla, en unas condiciones que presagiaban las de la Primera Cruzada, un cuarto de siglo después. Los peregrinos fueron mirados con desconfianza y se les empujó a avanzar más rápido hacia Anatolia.
Pasaron a Anatolia, todavía no conquistada por los turcos selyúcidas, lo que ocurriría unos diez años después. Sus mayores dificultades comenzaron en Laodicea, donde se cruzaron con peregrinos supervivientes de expediciones anteriores, que les informaron de los peligros que les esperaban en el sur. De hecho, cuando llegaron a la ciudad de Trípoli (hoy en el Líbano), el emir de la ciudad quiso matarlos, pero los Annales cuentan que una tormenta milagrosa se lo impidió.
El jueves 24 de marzo de 1065 llegaron a Cesarea Marítima; el Viernes Santo fueron atacados por los beduinos. Según los Annales Altahenses Maiores el obispo Guillermo de Utrecht fue entonces herido de muerte —en realidad sobrevivió hasta 1076—:

Ibi ergo episcopus Traiectensis Wilelmus graviter vulneratur, et vestibus cunctis exutus cum multis aliis, miserabili modo caesis, in terra iacens dimittitur
Allí, Guillermo, obispo de Utrecht, está gravemente herido y despojado de todas sus vestiduras como muchos otros, miserablemente herido, es abandonado en el suelo.
Traducción propia

Luego, los peregrinos se refugiaron en un fuerte cercano. El día de Pascua, el jefe de los beduinos conversó con Gunther de Bamberg, y parecía haberse obtenido una tregua, pero esto no impidió que los beduinos siguieran extorsionando a los peregrinos; fue únicamente con la intervención del gobernador fatimí de Ramla, que los beduinos desaparecieron y dejaron a los peregrinos, después de un período de descanso en Ramla, para llegar a Jerusalén el 12 de abril de 1065.
Después de trece días en el lugar, regresaron a Ramla, luego navegaron a Latakia para regresar a Alemania, vía Hungría. También según los Annales, fue cuando llegaron a las orillas del Danubio en julio cuando murió Gunther de Bamberg, cuyo cuerpo fue llevado con respeto a su catedral, en cuya cripta sería enterrado.
Según el cronista irlandés Marianus Scotus, los supervivientes de esta peregrinación fueron solamente unos 2000.